# Sakari Halonen
 Sakari Oskari Halonen, född 6 september 1923 i Kuopio, död 27 juni 1992 i Helsingfors, var en finländsk sångare och skådespelare. Han var från 1945 gift med skådespelaren Eila Halonen.
Halonen var son till författaren Armas Halonen och skådespelaren Fanni Kettunen. Halonen gjorde studieresor till Frankrike 1952, Tyskland och Österrike 1959, 1960, 1962 samt 1964, Sovjetunionen 1969, Ungern 1972, Tjeckoslovakien 1974 samt Grekland 1975, 1976 och 1977. Åren 1950-65 var Halonen verksam vid Helsingfors folk- och arbetarteatrar. Från 1949  var han verksam i film, radio och TV samt anställd vid Helsingfors stadsteater från 1965. 1949 medverkade Halonen under en konsert genom Finland med J. Alfred Tanners kupletter som tema. Halonen var under trettio år verksam vid Finlands nationalteater och gestaltade ofta J. Alfred Tanner. Åren 1950, 1959, 1964 och 1970 gjorde Halonen 23 skivinspelningar, de flesta med sånger av Tanner, men även av Tatu Pekkarinen och Toivo Kärki. Till en del inspelningar verkade George de Godzinsky som pianist.
Halonen filmdebuterade 1949 i filmen Orpopojan valssi i vilken han innehade huvudrollen som Tanner. Samma roll hade Halonen året därpå i filmen Tytön huivi. Totalt medverkade Halonen i 20 filmer och sju TV-serier.

## Filmografi[3]
- Orpopojan valssi, 1949
- Tytön huivi, 1950
- Kenraalin morsian, 1951
- Mitäs me taiteilijat, 1952
- Komppanian neropatit, 1952
- Miljonäärimonni, 1953
- Lumikki ja 7 jätkää, 1953
- Okänd soldat, 1955
- Kahden ladun poikki, 1958
- Sotapojan heilat, 1958
- Leikkimurha (TV-serie), 1959
- Synti, 1959
- Paljon melua tyhjästä, 1961
- Kun lesket lempivät, 1961
- Iskelmäkaruselli (TV-serie), 1962
- Kaverukset (TV-serie), 1963
- Tanneriana (TV-serie), 1963
- Italialainen olkihattu, 1964
- Susikoski (TV-serie), 1966
- Alaston kuningas, 1967
- Kantapaikka, 1967
- Hupsut homekorvat, 1967
- Jännitysnäytelmä (TV-serie), 1968
- Vaimo kulttuurikodissa, 1970
- Teatterituokio (TV-serie), 1965-70
- Eeva (TV-serie), 1971
- Rautatie, 1973
- Sakea veri, 1977
- Isältä pojalle, 1977
- Sodan ja rauhan miehet (TV-serie), 1978